# William Henry Stratton
Sir William Henry Stratton, KCB, CVO, CBE, DSO (* 15. Oktober 1903 in Madras, Britisch-Indien; † 25. November 1989) war ein britischer Offizier und zuletzt Generalleutnant der British Army, der unter anderem zwischen 1957 und 1960 Vize-Chef des Imperialen Generalstabes war. Er fungierte ferner von 1960 bis 1962 im Innenministerium (Home Office) als Generalinspekteur für Zivilverteidigung.

## Leben
William Henry Stratton, Sohn von Oberstleutnant H. W. Stratton, OBE, absolvierte nach dem Schulbesuch eine Offiziersausbildung an der Royal Military Academy Woolwich und wurde nach deren Abschluss am 30. Januar 1924 als Leutnant (Second Lieutenant) bei den Royal Engineers aufgenommen. In der Folgezeit fand er zahlreiche Verwendungen als Offizier sowie Stabsoffizier und war unter anderem Assistenzinstrukteur an der Royal School of Military Engineering. Zu Beginn des Zweiten Weltkrieges war er zwischen 1940 und 1941 Erster Generalstabsoffizier (General Staff Officer 1) sowie von 1941 bis 1942 Brigadier in einem Generalstab. Nachdem er 1942 Kommandeur einer Einheit der Royal Engineers war, war er von 1942 bis 1943 erneut Brigadier in einem Generalstab und wurde für seine Verdienste 1943 Commander des Order of the British Empire (CBE). Im weiteren Kriegsverlauf war er zwischen 1943 und 1944 abermals Kommandeur einer Einheit der Royal Engineers sowie 1944 Brigadier im Generalstab der in Italien eingesetzten Achten Armee (Eighth Army) und wurde in dieser Verwendung 1944 auch Commander des Royal Victorian Order (CVO). Danach übernahm er am 16. September 1944 den Posten als Kommandeur der ebenfalls in Italien operierenden 169. Infanteriebrigade (169th (3rd London) Brigade) und verblieb auf diesem Posten bis zum 26. Juni 1945, wobei er 1945 auch Companion des Distinguished Service Order (DSO) wurde.
Nach Kriegsende fungierte Stratton von Juni 1945 bis Januar 1947 als Chef des Stabes der britischen Besatzungstruppen in Österreich (British Occupation Forces Austria) und war im Anschluss als Generalmajor (Major-General) zwischen Januar 1947 und Januar 1949 Chef des Stabes der in Deutschland stationierten britischen Rheinarmee BAOR (British Army of the Rhine). In dieser Funktion wurde er 1948 auch Companion des Order of the Bath (CB). Im März 1949 übernahm er den Posten als Kommandant des Combined Staff College (CSC) in Latimer und hatte diesen bis Oktober 1951 inne. Im Anschluss war Generalmajor Stratton von Januar 1952 bis Dezember 1953 als Head British Army Staff Washington Chef des Heeresstabes in den USA. Im Dezember 1953 löste er Generalmajor Valentine Blomfield als Kommandeur der 42. Infanteriedivision (42nd (East Lancashire) Infantry Division) ab und verblieb in dieser Verwendung bis Dezember 1955, woraufhin Generalmajor Thomas Scott seine Nachfolge antrat. Als Kommandeur der 42. Infanteriedivision war er in Personalunion zwischen Dezember 1953 und Dezember 1955 auch Kommandeur des Militärbezirks Nordwest.
Nach seiner Beförderung zum Generalleutnant (Lieutenant-General) übernahm William Stratton im Dezember 1955 von Generalleutnant Sir Cecil Sugden den Posten als Kommandierender General der Truppen in Hongkong (Commander British Forces in Hong Kong) und hatte dieses Kommando bis zu seiner Ablösung durch Generalleutnant Sir Edric Bastyan im Juni 1957 inne. Im Zuge der sogenannten „New Year Honours“ wurde er am 1. Januar 1957 zum Knight Commander des Order of the Bath (KCB) geschlagen, so dass er fortan den Namenszusatz „Sir“ führte. Zuletzt übernahm er von Generalleutnant Sir William Oliver den Posten als Vize-Chef des Generalstabes (Vice-Chief of the General Staff) und bekleidete dieses Amt bis zu seinem Eintritt in den Ruhestand im August 1960, woraufhin Generalleutnant Sir William Pike ihn ablöste. Er fungierte danach von 1960 bis 1962 noch als Generalinspekteur für Zivilverteidigung im Innenministerium (Inspector-General of Civil Defence, Home Office).
William Henry Stratton heiratete 1930 Noreen Mabel Brabazon.